# Teryl Rothery
Teryl Rothery (Vancouver, 9 novembre 1962) è un'attrice e doppiatrice canadese.

## Biografia
Ha cominciato la sua carriera di attrice a tredici anni, recitando nel musical "Bye Bye Birdie", e già sapeva di appartenere alle telecamere quando recitò nello special di Halloween "Boo", per l'emittente canadese CBC, a soli 18 anni.
Nota per il ruolo della dottoressa Janet Fraiser in Stargate SG-1, che ha interpretato per ben sette anni dal 1997 al 2004 contando anche una piccola apparizione come guest-star nel 2006, la Rothery è apparsa anche in altre fiction americane legate alla fantascienza come X-Files, Oltre i limiti, First Wave, Jeremiah, M.A.N.T.I.S., Kyle XY, Eureka e molte altre ancora.
Teryl Rothery è anche doppiatrice.
NEl marzo 2006 2006 è stata vista recitare a teatro a Vancouver. Nel marzo dell'anno successivo, appare in A Delicate Balance , di Edward Albee. Quest'ultima apparizione le ha valso una nomination per un Jessie Richardson Theatre Award.
La Rothery è stata nominata per tre Leo Awards. Nel 2004 ha vinto le nomination di: Miglior Performance Femminile in una serie drammatica per l'episodio "Lifeboat", di Stargate SG-1 e Miglior Performance di Guest-Star Femminile in una serie drammatica nella serie The Collector. Nel 2008 è stata nominata per la categoria Miglior Performance Femminile in un Cortometraggio per la sua interpretazione nel corto "Coffee Diva".
Interpreta Muriel nella prima e nella seconda stagione della serie Netflix “Virgin River”.

## Filmografia parziale

### Cinema
- Masterminds - La guerra dei geni (Masterminds), regia di Roger Christian (1997)
- Il segreto di Mr. Rice (Mr. Rice's Secret), regia di Nicholas Kendall (2000)
- Il ritorno dei ragazzi vincenti (The Sandlot 2), regia di David M. Evans (2005)
- Flicka: Country Pride, regia di Michael Damian (2012)

### Televisione
- Confessione mortale (Mortal Sin), regia di Bradford May (1992)
- X-Files (The X-Files) – serie TV, episodi 2x11-9x09 (1994-2002)
- Profit – serie TV, episodi 1x06-1x07-1x08 (1996)
- Innocenti paure (Stand Against Fear), regia di Joseph Scanlan – film TV (1996)
- La metà ignota (Echo), regia di Charles Correll – film TV (1997)
- Stargate SG-1 – serie TV, 75 episodi (1997-2007)
- Oltre i limiti (The Outer Limits) - serie TV, episodi 2x09-3x03 (1996-1997)
- Jeremiah – serie TV, 4 episodi (2002-2003)
- Smallville – serie TV, episodi 3x20-8x14 (2004-2009)
- Kyle XY – serie TV, 11 episodi (2006-2009)
- Eureka – serie TV, episodio 2x10 (2007)
- The Guard – serie TV, 12 episodi (2008-2009)
- Caprica – serie TV, 8 episodi (2010)
- Supernatural – serie TV, episodi 2x17-10x16 (2015)
- Hellcats – serie TV, 9 episodi (2010–2011)
- Un fantafilm - Devi crescere, Timmy Turner! (A Fairly Odd Movie: Grow Up, Timmy Turner!), regia di Butch Hartman - film TV (2011)
- Arrow – serie TV, 7 episodi (2013-2018)
- Cult – serie TV, episodi 1x10-1x12-1x13 (2013)
- Cedar Cove – serie TV, 35 episodi (2013-2015)
- Wayward Pines – serie TV, episodi 1x06-1x08-1x09 (2015)
- iZombie – serie TV, episodio 1x07 (2015)
- Travelers – serie TV, 6 episodi (2016-2017)
- Fermate il matrimonio! (Stop the Wedding), regia di Anne Wheeler – film TV (2016)
- Due sotto un tetto (Christmas Getaway), regia di Mel Damski - film TV (2017)
- Tutti insieme per Natale (Road to Christmas), regia di Allan Harmon - film TV (2018)
- Natale a Bramble House (A Bramble House Christmas), regia di Steven R. Monroe - film TV (2018)
- The Good Doctor – serie TV, 24 episodi (2017-2024)
- Chesapeake Shores – serie TV, 4 episodi (2018)
- Un San Valentino molto speciale (Valentine in the Vineyard), regia di Terry Ingram – film TV (2019)
- Nancy Drew – serie TV, 10 episodi (2019-2020)
- Virgin River – serie TV, 52 episodi (2019-2024)
- Avvocati di famiglia (Family Law) – serie TV, episodi 4x01-4x02 (2025)

## Doppiaggio
- Abigail in Finley spegni fuoco
- Tenente Maggie Weston per la serie animata Exosquad, andata in onda dal 1993 al 1995.
- Kodachi Kuno nella versione inglese di Ranma ½ (fino alla quinta stagione).
- Eiko "A-ko" Magami nella versione inglese del film di Project A-ko.
- Pink Merfairy in Barbie Mermaidia
- Principessa Abi - InuYasha
- M.O.M. - Martin Mystère
- Miss Pizza - Dragon Ball Z
- Mai in Dragon Ball.
- Heimdall nell'episodio di Stargate SG-1 Revelations.

## Doppiatrici italiane
Nelle versioni in italiano delle opere in cui ha recitato, Teryl Rothery è stata doppiata da:
- Monica Gravina in Cedar Cove, X-Files[4]
- Mirta Pepe in Tutti i cani dei miei ex, Avvocati di famiglia
- Giovanna Martinuzzi in iZombie[5], Una corona per Natale
- Jessica Loddo ne Il ritorno dei ragazzi vincenti
- Anna Rita Pasanisi in Stargate SG-1
- Barbara Berengo Gardin in Kyle XY[6]
- Beatrice Margiotti in Psych[7]
- Irene Di Valmo ne Un fantafilm - Devi crescere, Timmy Turner!
- Barbara De Bortoli in Flicka, ragazza selvaggia
- Daniela Nobili ne L'albero dei desideri
- Fabiana Aliotti in Arrow
- Sabrina Duranti in Cult
- Cristina Piras in Travelers
- Lilli Manzini ne Un San Valentino molto speciale
- Paola Majano in Virgin River[8]
- Francesca Vettori in Upload

Da doppiatrice è sostituita da:
- Monica Vulcano in Barbie Fairytopia
- Francesca Rinaldi in Finley spegni fuoco